# Mariúpol

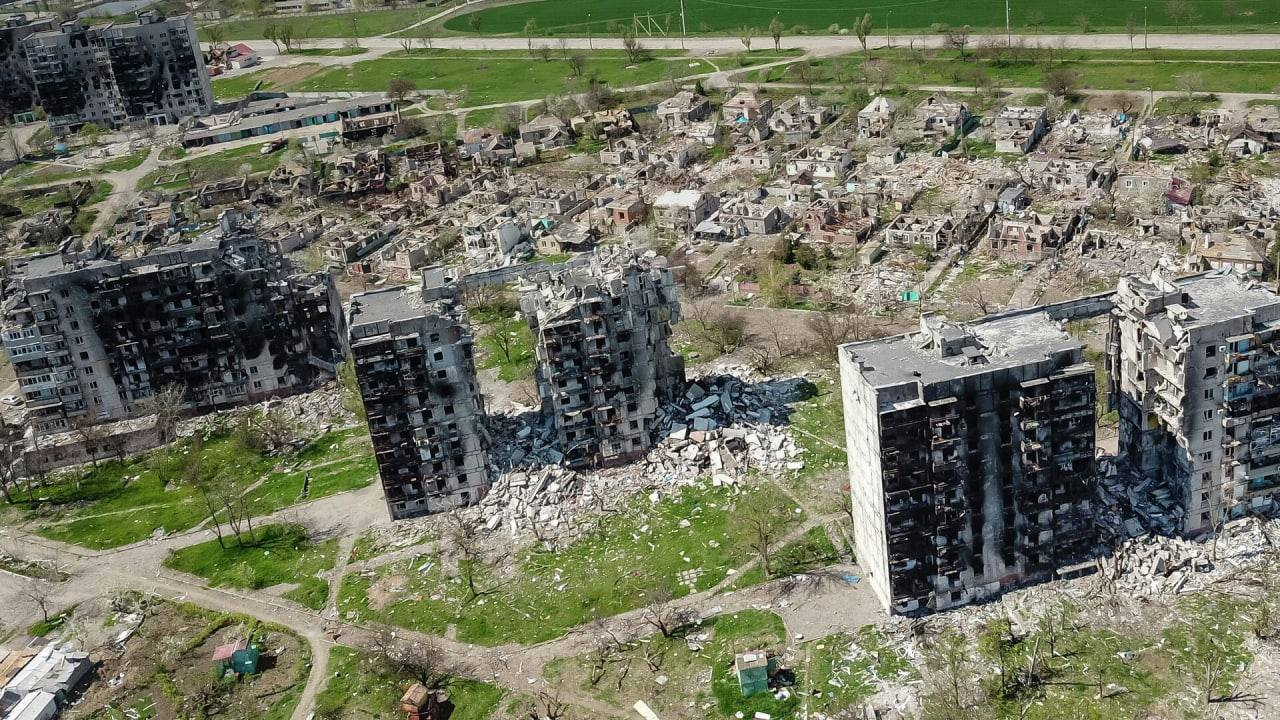
Edificios destruidos en el centro de Mariúpol en 2022

Mariúpol (en ruso: Мариуполь; en ucraniano: Маріуполь; [mɐr⁽ʲ⁾iˈupolʲ]ⓘ) es una ciudad portuaria reconocida internacionalmente como parte de Ucrania, pero controlada de hecho por Rusia. Mariúpol forma parte del óblast de Donetsk y raión de Mariúpol ucraniana, y está bajo la administración de facto de la República Popular de Donetsk rusa. Se encuentra situada a orillas del mar de Azov, en la confluencia de los ríos Kalmius y Kalchyk.
Hasta la fecha, es un puerto importante y uno de los centros más importantes de la metalurgia y la construcción de maquinaria, por lo que también se conocía como «la capital del acero» de Ucrania. Además, fue un importante centro industrial y económico de Ucrania y una de las diez ciudades más grandes del país.
En 2014 fue uno de los escenarios de la guerra del Dombás entre partidarios del gobierno ucraniano y separatistas prorrusos, siendo finalmente defendida por los primeros. Durante la invasión rusa de 2022, la ciudad fue asediada por las tropas rusas desde el 1 de marzo hasta el 16 de mayo, resultando gravemente dañada y convirtiéndose en un símbolo de la destrucción de la guerra de Ucrania. El 16 de mayo de 2022, las tropas ucranianas atrincheradas en la planta siderúrgica de Azovstal se rindieron a las fuerzas rusas y estas aseguraron el control total de la ciudad.

## Historia
Desde principios del siglo XVI existían en el lugar casas y una fortaleza de los cosacos. A partir de 1778 se establecieron en la región familias griegas cristianas ortodoxas, procedentes de Crimea. La ciudad de Mariúpol se fundó en 1789. El nombre Mariúpol se le dio a la ciudad el 29 de septiembre de 1779 por orden de Grigori Potemkin en honor a María Feodorovna, la esposa del duque Pavel Petrovich. Sufrió daños significativos durante la guerra de Crimea (1853-1856).
A partir de 1882, con la construcción del ferrocarril que unió Mariúpol con el Donbass, el puerto se desarrolló y aumentó progresivamente su importancia. Desde finales del siglo XIX, se desarrolló también la industria en Mariúpol; se establecieron fundiciones y diversas empresas metalúrgicas, así como empresas de ingeniería agrícola, curtiembres, industrias de materiales de construcción y molinos de vapor. 
Después de la Revolución de Octubre, la ciudad quedó en manos de los bolcheviques el 30 de diciembre de 1917; las tropas alemanas y austríacas la ocuparon entre mayo y noviembre de 1918, cuando fue tomada por el Ejército Blanco que la mantuvo hasta marzo de 1919. El Ejército Rojo la ocupó entre marzo y mayo de 1919, y luego en diciembre de 1919, cuando fue incorporada a la República Socialista Soviética de Ucrania. El 14 de octubre de 1941 fue ocupada por las tropas alemanas del general Gerd von Rundstedt en el transcurso de la Segunda Guerra Mundial, siendo liberada por el Ejército Rojo el 6 de noviembre de 1943.
Entre 1948 y 1989 se llamó Zhdánov (en ucraniano y en ruso: Жданов) en honor al político e ideólogo cultural soviético Andréi Zhdánov. Desde diciembre de 1991 la ciudad forma parte de la República de Ucrania independiente. En mayo de 2014, en Mariúpol se desarrolló un conflicto entre las nuevas autoridades de Ucrania y los ucranianos prorrusos que insinuaban la separación de los óblast de Donetsk y Lugansk, que obtuvieron el 81 % de los votos en el referendo del 10 de mayo. Finalmente en septiembre tropas paramilitares del Batallón de Azov partidarios del gobierno central tomaron la ciudad con muertos entre los partidarios de la secesión.[cita requerida] El batallón tiene su sede en la ciudad y pagaba a sus voluntarios 70 dólares mensuales en 2014. Anualmente se festejó hasta 2021 ese triunfo en un desfile militar.

### Invasión rusa de Ucrania
Desde marzo de 2022, Mariúpol fue asediada y gravemente dañada durante la invasión de Ucrania por parte de Rusia. El ejército ruso ha sido acusado de cometer abusos humanitarios y crímenes de guerra. La ciudad de Mariúpol fue reconocida como Ciudad Heroica de Ucrania el 13 de marzo de 2022. El 16 de mayo de 2022, las tropas ucranianas en la planta siderúrgica de Azovstal se rindieron a las fuerzas rusas. Tras la entrada de las tropas rusas se comenzó la reconstrucción de la ciudad.
En los meses posteriores a la toma de control de la ciudad, las autoridades rusas derribaron muchos edificios dañados y, en ocasiones, desalojaron a los residentes que quedaban. También se construyeron algunas viviendas nuevas. Associated Press describió este proceso en curso como un esfuerzo por "erradicar todos los vestigios de Ucrania" y encubrir "la evidencia de crímenes de guerra". Las escuelas locales comenzaron a utilizar un plan de estudios ruso, las transmisiones de televisión y radio cambiaron al ruso y muchos nombres de calles fueron reemplazados por sus nombres de la era soviética. Esto último fue especialmente controvertido, ya que las autoridades ucranianas restauraron muchos nombres históricos durante el proceso de descomunización, todos los cuales eran anteriores a la Unión Soviética. Entre otros topónimos, "Plaza de la Libertad" pasó a llamarse "Plaza Lenin".
Se estima que la invasión dañó más del 90 % de las viviendas del centro de la ciudad, el gobierno ruso ha invertido cantidades importantes en la construcción de nuevos edificios. Este proceso ha incluido la demolición de muchos edificios dañados, cuyos residentes restantes a veces no pueden entrar en los edificios reconstruidos, y se les ofrecen nuevas propiedades más alejadas del centro de la ciudad con poca compensación. Los precios de las propiedades son similares a los de antes de la guerra, y el gobierno ruso mantiene las hipotecas al 2 % para atraer a los compradores rusos. Según un funcionario ucraniano, suman alrededor de 80 000 a mediados de 2024. A principios de 2024, el gobierno ruso inició un proceso para confiscar las propiedades de quienes habían huido, exigiendo a los propietarios que obtengan la ciudadanía rusa y vuelvan a registrar las propiedades ante las autoridades rusas en persona para poder conservarlas. 514 apartamentos fueron declarados sin dueño en mayo.
El documental ucraniano de 2023 sobre el asedio, 20 días en Mariúpol ganó el Óscar al mejor largometraje documental.

## Demografía
La evolución de la población de Mariúpol entre 1897 y 2021 fue la siguiente:
| 31 116                                                        | 28 707 | 40 825 | 221 529 | 283 570 | 416 927 | 502 581 | 518 933 | 492 176 | 458 533 | 431 859 |
| (Fuente: Cities & Towns of Ukraine y UKRAINE: Größere Städte) |        |        |         |         |         |         |         |         |         |         |

Según el censo de 2001, el 48,7% de la población son ucranianos, el 44,4% son rusos y el resto de minorías son principalmente griegos (4,3%) y bielorrusos (0,8%). En cuanto al idioma, la lengua materna de la mayoría de los habitantes, el 89,39%, es el ruso; del 10,1% es el ucraniano.

## Economía
Mariúpol es un importante centro industrial y un puerto internacional en el mar de Azov. Su industria metalúrgica contribuye a cerca del 7 % de la exportación de bienes ucranianos.

## Infraestructura

### Educación
- Universidad técnica, Instituto de Estudios Superiores Humanitarios.

### Salud
Mariúpol es un importante centro médico en el sur de la región de Donetsk. Los siguientes son los hospitales de la ciudad (2021):
- Hospital Regional de Tratamiento Intensivo en Mariúpol
- Hospital Municipal N.° 1 en Mariúpol
- Hospital Municipal N.° 4 de Mariúpol
- Hospital Municipal N.° 9 de Mariúpol

## Cultura

### Arte

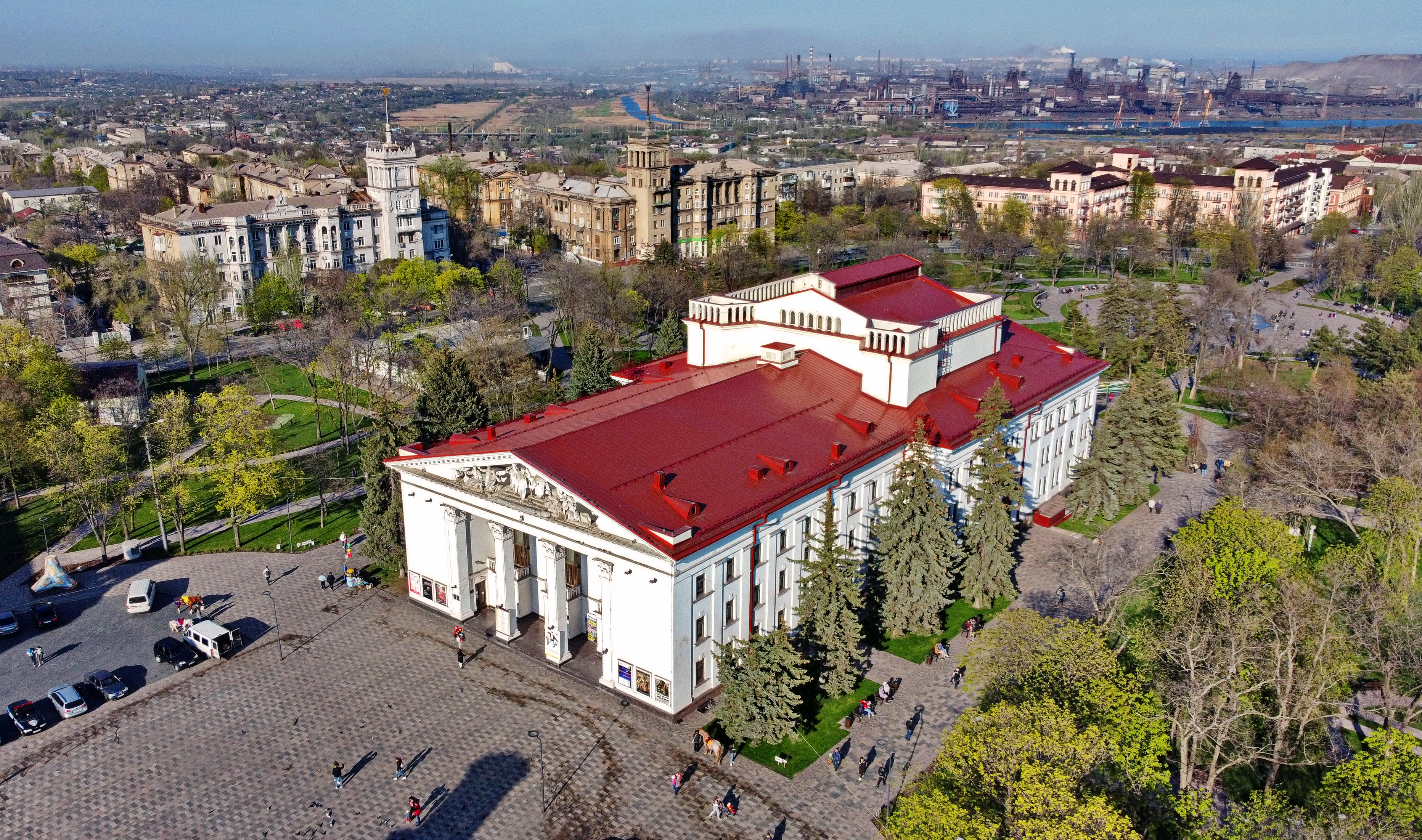
Teatro Dramático Regional Académico de Donetsk, destruido en 2022 durante un ataque aéreo.

La ciudad cuenta con escuelas de música, una Escuela Superior de Danza Contemporánea, un museo de Arte, la exposición Kuindzhi y el Teatro Dramático Regional Académico de Donetsk.
La película Pequeña Vera, del director Vasili Píchul, se rodó en Mariúpol. En ella aparecen las playas que dan al mar de Azov.

### Deportes
- FC Mariupol es el equipo de la ciudad y único en Mariupol, juega en la Liga Premier de Ucrania.

## Ciudades hermanadas
- Savona ( Italia)
- Gdansk ( Polonia)